# Tempio di Dendur

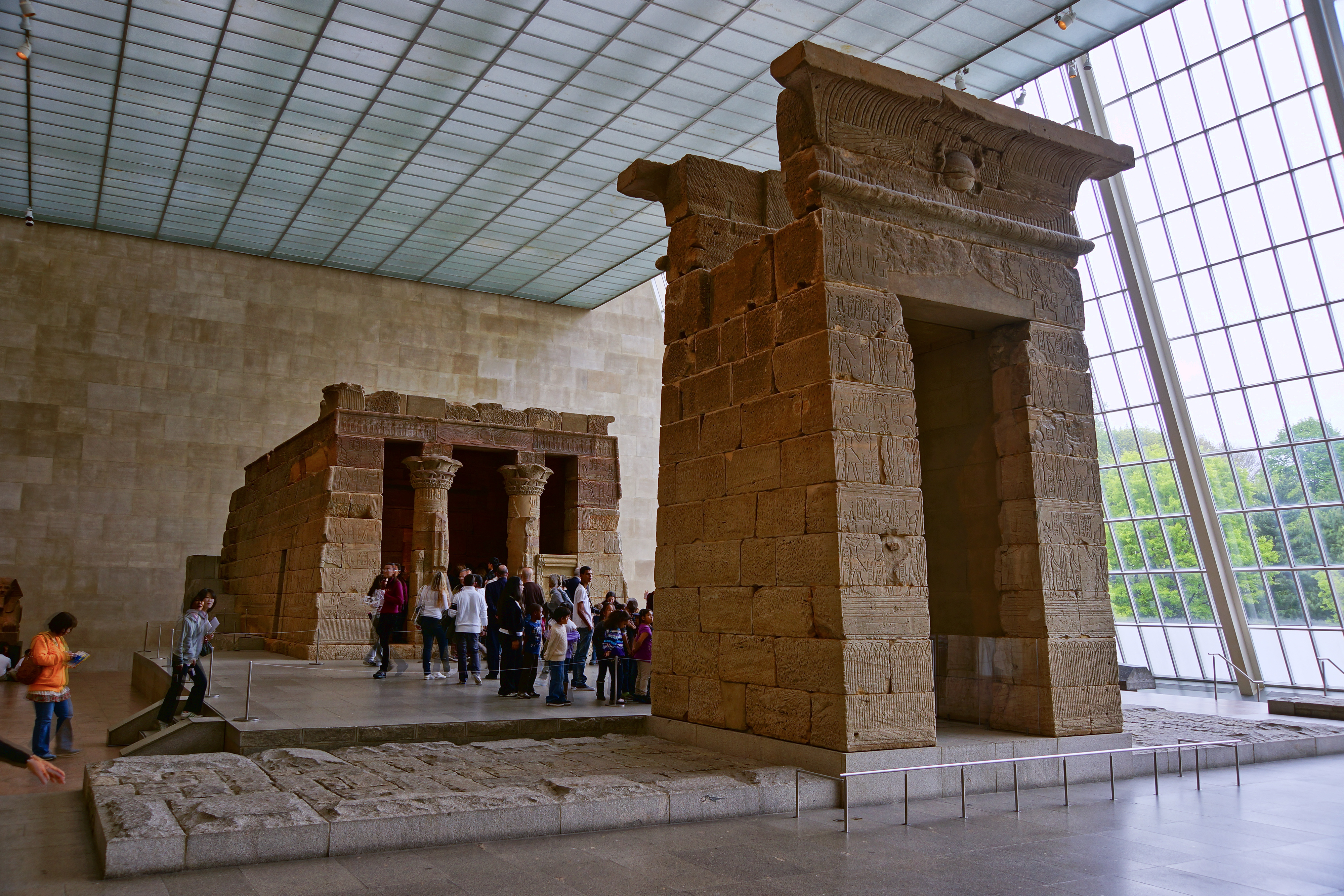
Il Tempio di Dendur nel Metropolitan Museum of Art, New York

Il Tempio di Dendur (Dendoor nelle fonti del XIX secolo) è un tempio dell'Antico Egitto costruito dal governatore romano d'Egitto, Publio Petronio, intorno al 15 a.C. e dedicato ad Iside, Osiride, e a due figli divinizzati di un capo nubiano locale, Pediese ("colui che Iside ha dato") e Pihor ("che appartiene a Horus"). Il tempio è stato commissionato dall'imperatore di Roma Augusto ed è esposto nel Metropolitan Museum of Art di New York dal 1978.

## Architettura e opere d'arte

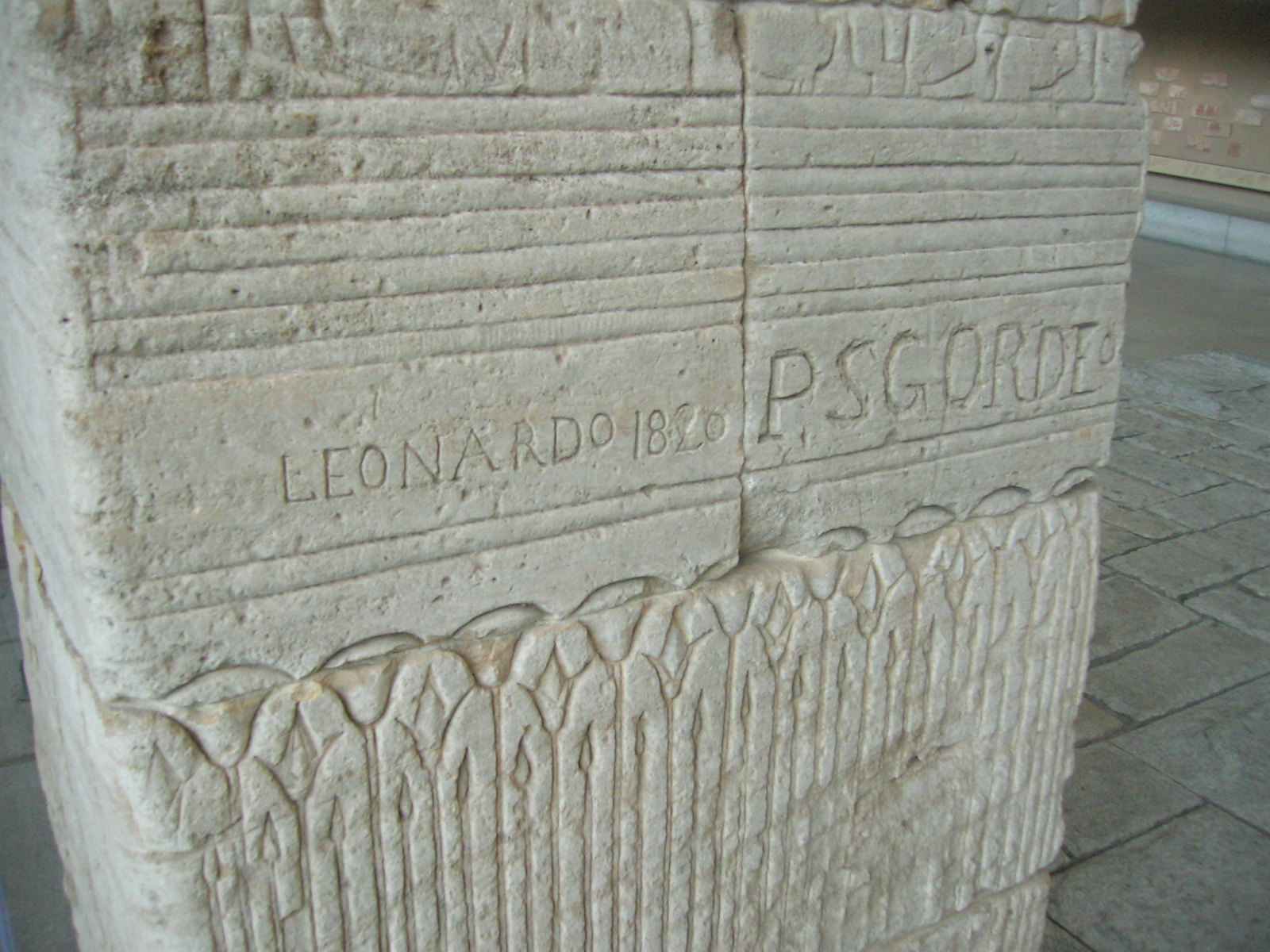
Graffiti del diciannovesimo secolo

Il tempio è costruito in arenaria e misura 25 m dalla parte anteriore alla sua zona posteriore e 8 m dal punto più basso al suo il punto più alto. A 30 m si trova la terrazza di culto che si affacciava sul Nilo. Dalla porta, due pareti affiancate correvano intorno al tempio e isolavano la struttura dalla terrazza culto e dal fiume Nilo. Il tempio è in parte decorato con rilievi: la base del tempio è decorata con sculture di papiro e piante di loto che crescono nall'acqua del Nilo, il quale è simboleggiato dalle raffigurazioni del dio Hapy.
Oltre il cancello del tempio e oltre l'ingresso proprio del tempio si trovavano le rappresentazioni del disco solare del Dio del cielo Horus. Questo motivo è ripetuto dagli avvoltoi raffigurati sul soffitto del portico d'ingresso. Sulle pareti esterne, l'imperatore Augusto è raffigurato come un faraone che offre offerte alle divinità Iside, Osiride e al figlio Horus. L'argomento si ripete nella prima stanza del tempio, dove viene mostrato Augusto a pregare e a fare offerte. Augusto è identificato come "Cesare" (in realtà, "Qysrs", basato su "Kaisaros", la versione greca di Cesare). È anche chiamato "Autotratore", un'alterazione di "Autocratore", l'equivalente greco di imperator, uno dei titoli dell'imperatore.

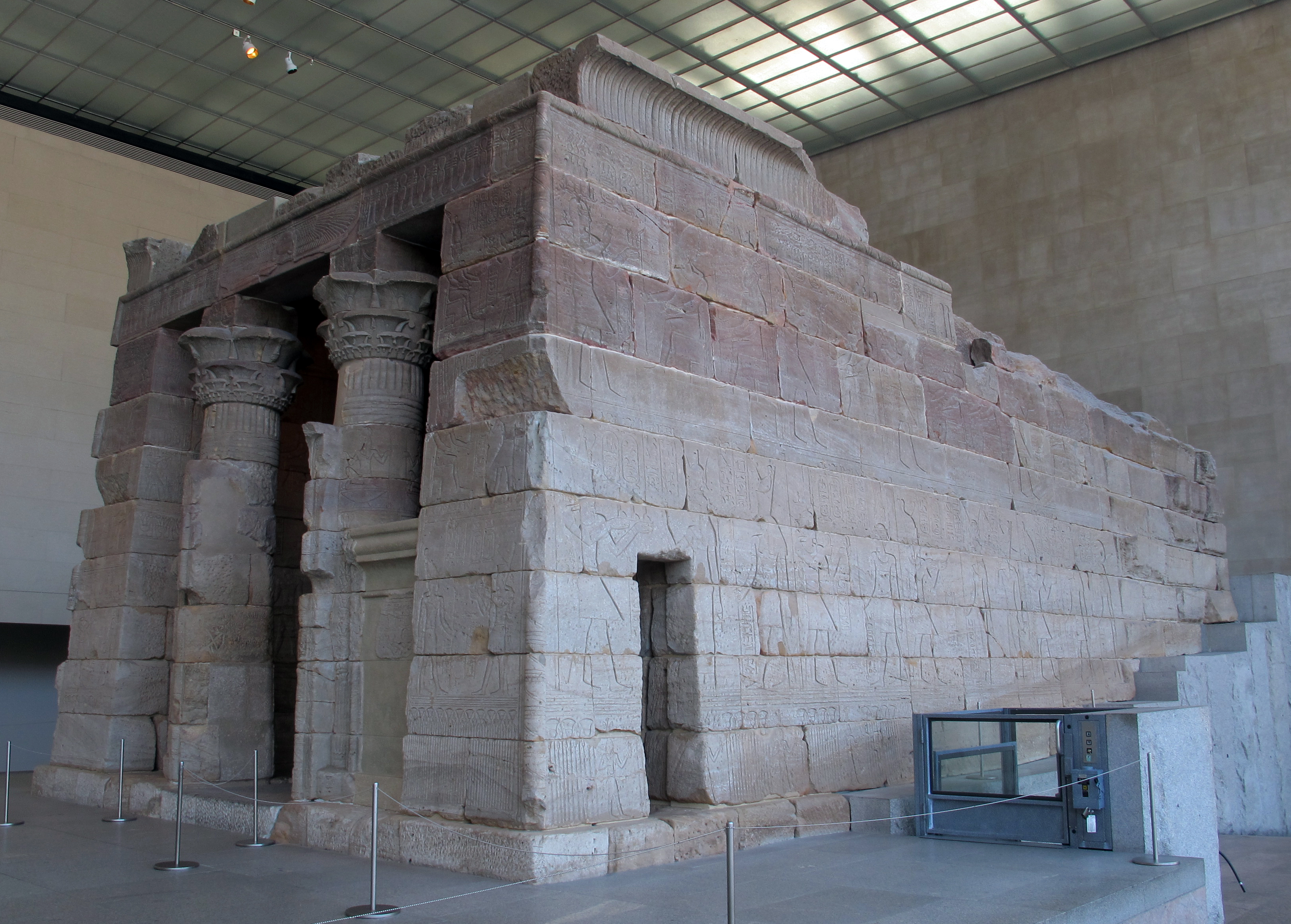
Il tempio di Dendur

Questo errore di scrittura sembra essere voluto, al fine di ottenere una maggiore simmetria nei geroglifici. In altre parti del tempio, tuttavia, l'imperatore è semplicemente chiamato "faraone". La stanza centrale, utilizzata per le offerte, e il santuario di Iside nella parte posteriore del tempio non sono decorate ma a causa dei rilievi sul telaio e sul retro del santuario. Quest'ultima mostra Pihor e Pedesi come giovani dei che adorano rispettivamente Iside e Osiride. La casa del tempio è di 6,55 per 13 m è modesta ma ben sviluppata nel design con due colonne anteriori, una sala per l'offerte ed un santuario con una nicchia contenente una statua nella parete posteriore è stata costruita anche una cripta, mentre una camera di roccia nelle falesie vicine potrebbe rappresentare le tombe di Pediese e Pihor, che si dice che sono annegati nel fiume Nilo.
Nel XIX secolo, i visitatori provenienti dall'Europa lasciarono sui muri del tempio dei graffiti. Uno dei pezzi più noti di graffiti ("A L Corry RN 1817", a livello dell'occhio a sinistra come uno entra nel tempio) è stato lasciato dall'agenzia navale britannica e poi dall'ammiraglio reale Armar Lowry Corry. Un'altra iscrizione è stata lasciata dall'egittologo italiano Girolamo Segato.

## Trasferimento

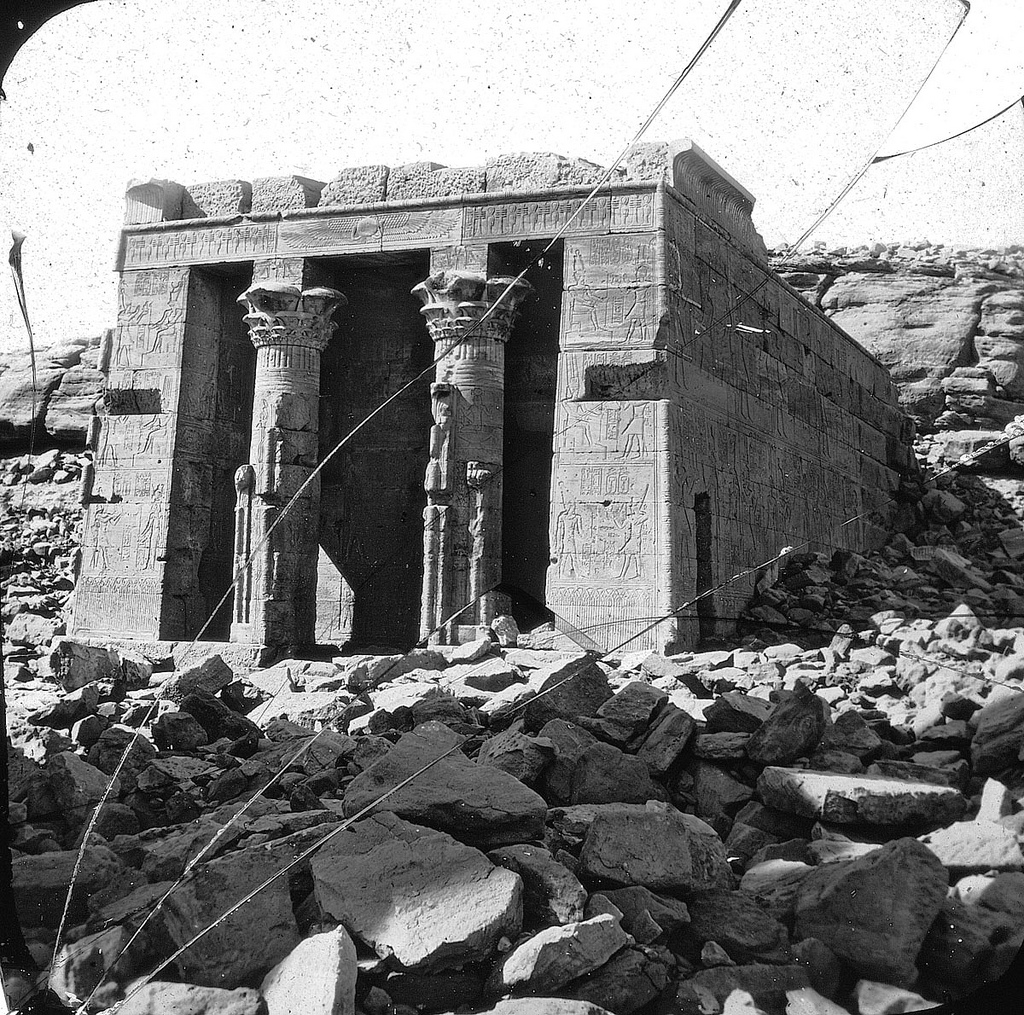
Egitto - Tempio di Dandous, Nubia [?]. Brooklyn Museum Archives, Goodyear Archival Collection

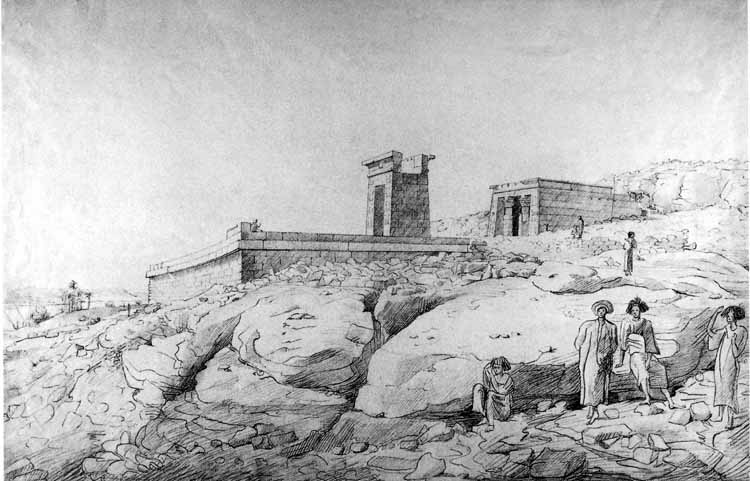
Il Tempio di Dendur nella posizione originale. Disegno di Henry Salt.

Il tempio è stato smantellato e rimosso dalla sua posizione originaria (nome moderno: Dendur, antico nome: Tuzis, circa 80 km a sud della città di Assuan) nel 1963. Ciò è stato compiuto come parte di un più ampio progetto dell'UNESCO, per salvare i siti significativi dalla sommersione dal lago Nasser, a seguito della costruzione dell'alta diga di Assuan. Per riconoscere l'assistenza americana nel salvare vari altri monumenti minacciati dalla costruzione della diga, l'Egitto ha presentato il tempio e il suo cancello come dono agli Stati Uniti d'America, rappresentati, tra gli altri, da Jacqueline Kennedy nel 1965.
I blocchi di pietra del tempio pesano più di 800 tonnellate in totale con i blocchi più grandi che pesano più di 6,5 tonnellate. Sono stati confezionati in 661 casse e trasportati negli Stati Uniti dal cargo m / v Concordia Star. Negli Stati Uniti, diverse istituzioni hanno fatto offerte per alloggiare il tempio, in un concorso che è stato soprannominato dalla stampa il "Dendur Derby". I piani alternativi hanno proposto di ricostruire il tempio sulle rive del fiume Potomac a Washington o sul fiume Charles a Boston. Tuttavia, questi suggerimenti sono stati bocciati perché si temeva che l'arenaria del tempio potesse subire delle modifiche a causa delle condizioni esterne.
Il 27 aprile 1967, il tempio è stato assegnato al Museo Metropolitano d'Arte, dove è stato installato nell'ala Sackler nel 1978. All'interno dell'ala Sackler, disegnata dagli architetti Kevin Roche, John Dinkeloo e associati, si trova, davanti al tempio, una piscina riflettente e una parete pendente dietro di esso. Questi rappresentano il Nilo e le scogliere nella posizione originale. Il vetro sul soffitto e sulla parete nord del Sackler viene incagliato per diffondere la luce e imitare l'illuminazione nella Nubia.

## Le altre donazioni
I quattro templi donati ai paesi che hanno offerto assistenza sono:
- Tempio di Debod (Madrid, Spagna)
- Tempio di Dendur (Metropolitan Museum of Art, New York, Stati Uniti d'America)
- Tempio di Taffeh (Rijksmuseum van Oudheden a Leida, Paesi Bassi)
- Tempio di Ellesija (Museo egizio, Torino, Italia)